# Pannonia Allstars Ska Orchestra
A  Pannonia Allstars Ska Orchestra (röviden: PASO) egy 2003-ban alakult budapesti skazenekar. A Csizmáskandúr, a The Deadbeats, a Kevés, a Böiler és a MeSKAlin tagjaiból állt össze. A tradicionális ska és a dancehall, reggae, dub stílusjegyei mellé olykor a magyar népzene és a jazz elemeit is párosítja.

## Kiadványok
A PASO az indulás óta négy nagylemezt, egy koncertlemezt, egy DVD-t és számos kislemezt adott ki a hagyományos hanghordozók (CD, bakelit) mellett digitális formátumban is. Az első nagylemez (Budapest Ska Mood - 2005) a világ egyik legjelentősebb skakiadója, az amerikai Megalith Records gondozásában látott napvilágot. A zeneterjesztés megszokott módjai mellett a PASO az újszerű megoldásokat is keresi: a 2011-es No Love in Town EP okostelefonokra fejlesztett alkalmazásban jelent meg. Alternatív beszerzési mód: az EP-hez kapcsolódó PASO-pólók címkéje letöltési kódot is tartalmaz, ennek segítségével az EP letölthető a PASO honlapjáról.

## Fesztiválok, tábor
A zenekar a magyarországi fesztiválok (Sziget Fesztivál, VOLT, Hegyalja, EFOTT, Mezőtúr, Művészetek Völgye, Reggae Camp) és a szomszédos országok színpadai mellett a földrész nyugati és déli részét is bejárta, többek közt Franciaországban, Németországban, Belgiumban, Olaszországban, Dániában, Hollandiában, Svájcban és Görögországban is fellépett.
Emellett a ska magyarországi népszerűsítése jegyében olyan külföldi előadókat hívtak meg hazánkba, mint a Bad Manners, The Slackers, The Toasters, Dr. Ring-Ding, Rotterdam Ska-Jazz Foundation, The Aggrolites vagy a New York Ska-Jazz Ensemble.
A PASO-hoz fűződik a Nagy Skaland fesztivál és tábor megrendezése is. A szinte teljes magyar ska-reggae mezőnyt felvonultató, nyaranta ismétlődő rendezvény 2003-ban indult. 2009-ben koncertek nélkül, soundsystem-táborként valósult meg, majd 2011-ben elmaradt.

## Zenei mozgástér
A zenekar folyamatosan bővíti a zenei mozgásterét és nyit más stílusok felé, újszerű zenei megoldásokat próbál ki. 
2010-ben:
- országos turnéra indultak a Folkfree, a Hősök és a Superbutt társaságában (Redbull Mixtúra), kölcsönösen feldolgozva egymás szerzeményeit.[1]
- akusztikus koncertet adtak a Művészetek Palotájában, népzenei hangszerekkel (kaval, tekerőlant, brácsa) és vendégművészekkel (Harcsa Veronika, Szűcs Krisztián) kiegészülve.
- a Sziget Fesztivál 0. napján, a Világzenei Nagyszínpadon zárták a Cseh Tamás Emlékkoncertet, saját felfogásukban előadva a korábban elhunyt énekes egyik dalát (Amikor Desiré munkásszállón lakott).

2011-ben:
- Liszt Ferenc emléke előtt tisztelegve az Uránia Nemzeti Filmszínházban újraértelmezték a zeneszerző egy-egy híres darabját, illetve egyes klasszikus zenei elemek beépítésével újragondolták saját szerzeményeiket.[2]
- a Magyar Rádió Szimfonikus Zenekarával együttműködve két alkalommal (Sziget Fesztivál, Cipősdoboz Koncert) nagyzenekari hangszerelésben adták elő két dalukat (Budapest, System Connection).[3]

## Oldalági formációk
A 2005-ben indult PASO’s Roots Rockers egyrészt az anyazenekar szerzeményeit játssza a ska után kifejlődött stílusok (reggae, dub) mentén áthangolva, nyugodtabb tempóban, másrészt a repertoár részét képezik a Roots Rockers hasonló felfogású saját dalai, harmadrészt a korszak előadóinak feldolgozásai is.
Az ugyancsak 2005-től létező PASO Traditional Ska Special a Pannonia Allstars tisztelgése a ‘60-as évek jamaicai nagyjai előtt az évtized slágereinek és kevésbé ismert dalainak megidézése által. A műsor a Skatalites munkássága mellett Laurel Aitken, Prince Buster és Bob Marley munkásságából is válogat.

## Tagok
- KRSA (Lord Panamo, Tóth Kristóf) – ének
- Koós-Hutás Áron – trombita, vokál
- Mr. Vajay (Pozanlaci, Vajay László) – harsona
- Babba Luki (Lukács Gábor) – altszaxofon
- Tommy Hot (Meleg Tamás) – tenorszaxofon
- Mr. P (Benkő Dávid) – billentyűk, vokál
- Lacibá (Laca, Nagy László) – gitár
- Csákikapitány (Csáki Zoltán) – gitár
- Dr. Strict (Pozsgai Vince) – basszusgitár
- G. Brown (Barna György) – hegedű

### Korábbi tagok
- Mits Marci (alt- és szopránszaxofon, furulya, 2006-2008)
- Subicz Gábor (trombita, vokal 2004-2012)
- Putnoki Nagy Zsolti (szaxofon, 2004-2006)
- Riger Jani (ének, 2003-2005)
- SkaPeti (trombita, 2003)
- Ignácz Ádám (billentyű, 2003-2004)
- Görög Dani (trombita, 2003-2004)
- Burszán Vera (ének, 2003-2004)
- Lipi Brown (Rácz László) (dob, 2003-2018)

### Vendégművészek
- Harcsa Veronika
- Kiss Erzsi
- Ferencz Kinga
- Szűcs Krisztián (Heaven Street Seven)

### Tagok korábbi/aktuális zenekarai
- KRSA: CowaBunga Go-Go!!!, The Deadbeats, Budapest Riddim Band
- Tony Ass: Subicz Gábor Quintet
- Tommy Hot: Meleg Tamás Quintet
- Mr. P: Someday Baby, Subicz Gábor Quintet, The Qualitons
- Babba Luki: Plastic Septet, Pop Iván, eF Zámbó Happy Dead Band, Subicz Gábor Quintet

## Lemezek

### Saját lemezek
- Pannonia Allstars Ska Orchestra (demó – 2003, szerzői kiadás)
- All Night Long – Live at Artemovszk (2005, Crossroads Records)
- Budapest Ska Mood (2005, Megalith Records)
- Biblical 7" (bakelit kislemez – 2007, szerzői kiadás)
- Babylon Focus (maxi – 2007, szerzői kiadás)
- Re:BSM (remixalbum – 2007, szerzői kiadás)
- The Return of the Pannonians (2007, Skaland Kulturális Egyesület / Megalith Records)
- PASO turnéfilm (DVD – 2009, szerzői kiadás)
- Feel the Riddim! (2009, Megadó Kiadó / Megalith Records)
- I’m the One (maxi – 2010, digitális kiadás, Megadó Kiadó)
- No Love in Town (EP - 2011, digitális kiadás)
- Lovemonster (2012, Megadó Kiadó / Megalith Records)
- The Best of PASO (bakelit - 2014)

### Válogatáslemezek
- Milliók reggelire 2. (2005, Mama Records)
- Amikor én még kissrác voltam – Tisztelgés az Illés zenekar előtt (2005, Universal Records)
- Skaland 2005 (CrossRoads Records)
- Tilos Rádió Maraton CD 2005 (Tilos Rádió)
- Ost Klub Kapitel 1 (2006, Chat Chapeau)
- Biturbo (2 CD - 2006, 1G Records)
- Tilos Maraton CD 2006 (Tilos Rádió)
- Label Sampler Vol. 1 (2006, Megalith Records)
- United Colors of Ska 4.0 (2 CD - 2007, Pork Pie)
- Tilos Maraton CD 2007 (Tilos Rádió)
- We Are Magyar (2007, Mama Records)
- Skannibal Party 8 (2008, Mad Butcher Records)
- SolidariTAT! Solidarity With The Antifa In Russia (2008, Mad Butcher Records)
- Egy kis hazai (2008, MR2 Petőfi Rádió)
- MOVE! Ska/reggae CD (2008, Ifjú Humanisták)
- Egy kis hazai 3 (2009, MR2 Petőfi Rádió)
- Világzene itthonról - World Music from Hungary (2009, Sony Music)
- MTV Icon - LGT (2009, Alexandra Records)
- Eszembe jutottál - Főhajtás Cseh Tamás előtt (2010, Etnofon Records / Fonó)
- Tilos Rádió Maraton CD 2010 (Tilos Rádió)
- MR Szimfonik Live (CD és DVD - 2011, MusiCDome Kft.)

## Videók
- PASO (2003)
- Babylon Focus (2007)
- Hungarian Dish (2009)
- Miu-miújság? (2010)
- Vampires (2010)
- Do the Rocka Style (2010)
- No Love in Town (2011)
- Úszom az árral (2012)
- Game of Thrones theme (ska version) (2013)
- Lipi Ride (2013)
- Run Sweet Rum (2014)
- Million Times (2014)
- PASO & Deniz: Az én utam (2014)
- PASO & Riger Jani: Részeg (2015)
- PASO & Riger Jani: Utca végén (2016)